# ほんまか 電話リクエスト
ほんまか 電話リクエスト（ほんまか でんわりくえすと）は、1976年10月4日から1977年4月1日までMBSラジオで放送されていた、平日のナイターオフのラジオ番組。

## 概要
「電話をかけて香港・マカオへ行こう」がサブタイトルでありキャッチフレーズであり、本番組の目玉である。電話リクエストをしたリスナーから抽選で2週間に1名で3泊4日の香港・マカオ旅行に招待される。平日昼のグアムグアムリクエストの夜版として放送された。タイトルの「ほんまか」とは、「本当か」を意味する関西弁と「香港・マカオ」とを掛け合わせたものである。

## 放送時間
- 月曜日 - 金曜日 19:30 - 21:20

## 出演者
- 月曜日：水谷勝海、石川香代子
- 火曜日：伊東正治、鈴木美智子
- 水曜日：松井昭憲、水無瀬さつき
- 木曜日：三宅定雄、太田恭子
- 金曜日：上岡龍太郎、佐藤良子